# Maria de Fátima
Maria de Fátima Morao Travassos (Lisboa, 2 de dezembro de 1961) é uma fadista portuguesa radicada na Holanda desde 1981. Na juventude foi conhecida como "A Miúda da Boavista".

## Biografia
Começou a sua carreira musical aos 12 anos de idades. Aos 14 anos participou na "Grande Noite do Fado".
Ficou conhecida como "A Míúda da Boavista". Na altura existiam outras cantoras jovens como Helena Santos (Miúda De Odivelas) e Marina Mota (Miúda De Alcântara).
Para a Interdisco grava os EP "Miúda Da Boavista", "Canta Fados Dedicados Aos Pais" e "Os Pais Dos Nossos Pais".
Em 1976 participou na revista "O Bombo da Festa" no Teatro Maria Vitória.
A editora Movieplay lança depois os álbuns "A Miúda da Boavista" (1978) e "Meia Laranja" (1980).
Em 1981 foi viver para Amesterdão, Holanda. A partir de 2002 grava vários discos nesse pais onde tem actuado em teatros e grandes salas como o Royal Concertgebouw em Amesterdão e o Vredenburg Musicentre em Utrecht.
O álbum "Alma" foi editado em 2006. O disco contou com a direção musical de Diogo Clemente que trabalhou com nomes como Mariza, Carminho e Raquel Tavares.
Em 2012 lança o disco "O Vento Mudou" que inclui alguns clássicos do fado e versões de canções de Eduardo Nascimento, Diana Ross, Jaques Brel  e Maria Bethânia e ainda uma versão de "Em Aranjuez com o teu Amor".
A editora holandesa Silvox lançou no início de 2015 um livro e um CD com vários temas da sua carreira.
Foi protagonista do primeiro episódio do programa "Notícias do Meu País" estreado no dia 3 de Setembro de 2016 na RTP.

## Discografia
- Miúda da Boavista (EP, 1973, Interdisco)
- Canta Fados Dedicados ao meu País (EP, 1974, Interdisco)
- Os Pais dos Nossos Pais (EP, 1976, Interdisco)
- A Miúda da Boavista (LP, 1978, Movieplay)
- Meia Laranja (LP, 1980, Movieplay)
- Foi Deus (2002, Phantom)
- Fado Vivo (2004, Coast to Coast)
- Alma (2006, Coast to Coast)
- Memorias do Fado (2009, Coast to Coast)
- LIVE (2010, Right Notes)
- O Vento Mudou (2012, Silvox)
- O Caminho da minha Vida (2014, Silvox)